# Birney Safety Car

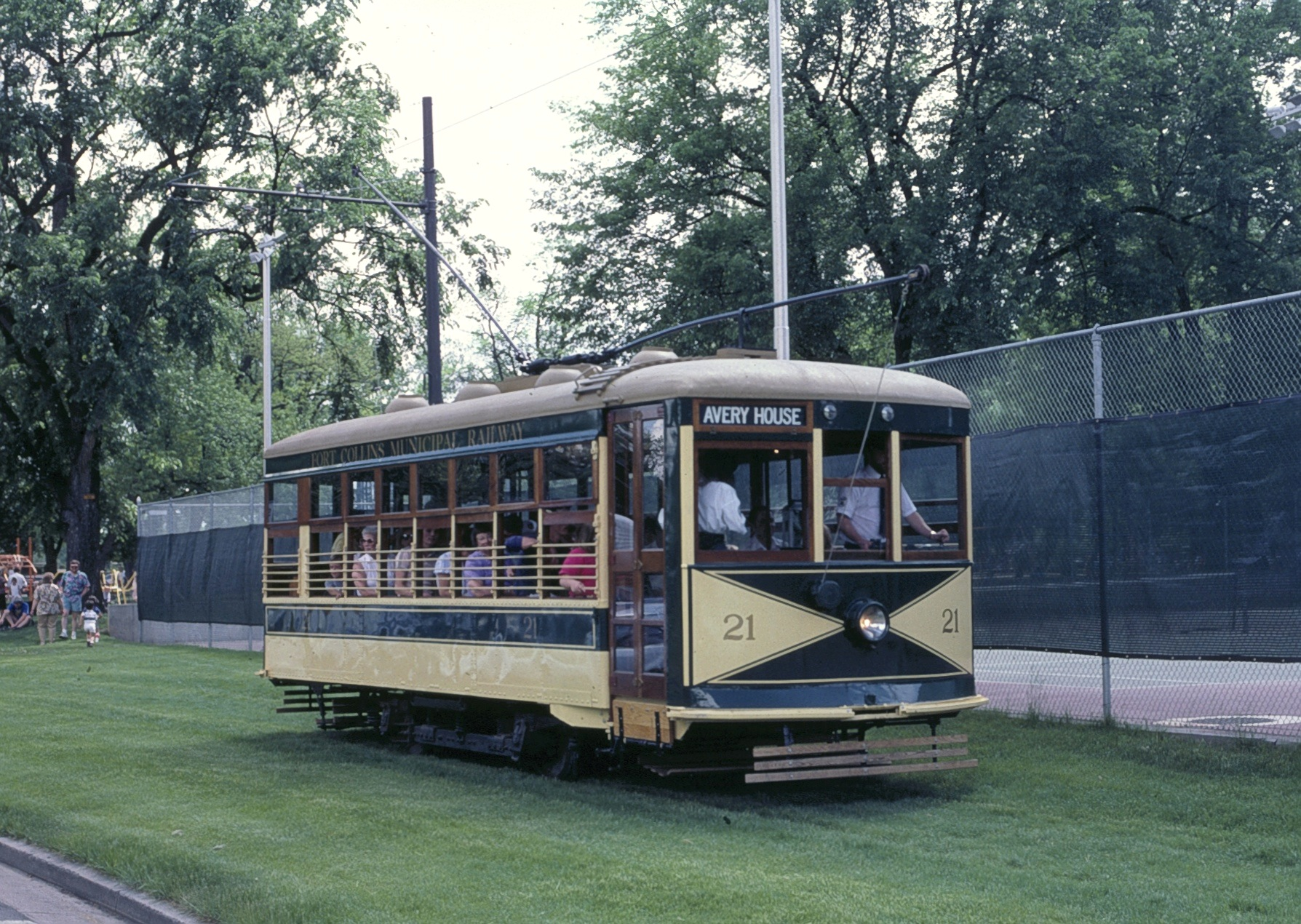
Birney Safety Car in Fort Collins, 1987

Das Birney Safety Car, auch nur Birney Car, Birney oder Safety Car, ist ein Straßenbahn-Triebwagen, der in zwei Bauarten zwischen 1915 und 1930 in den USA hergestellt wurde.

## Geschichte

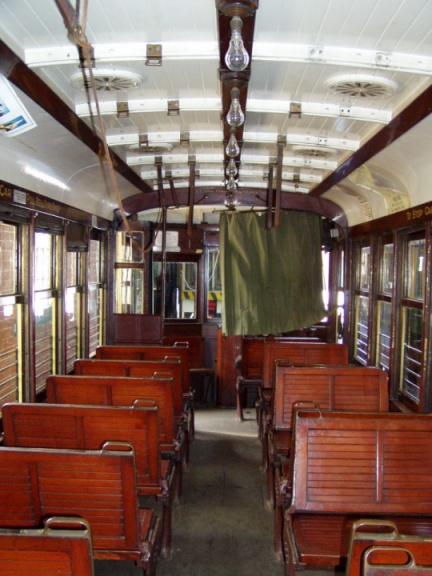
Fahrgastraum eines australischen Fahrzeugs

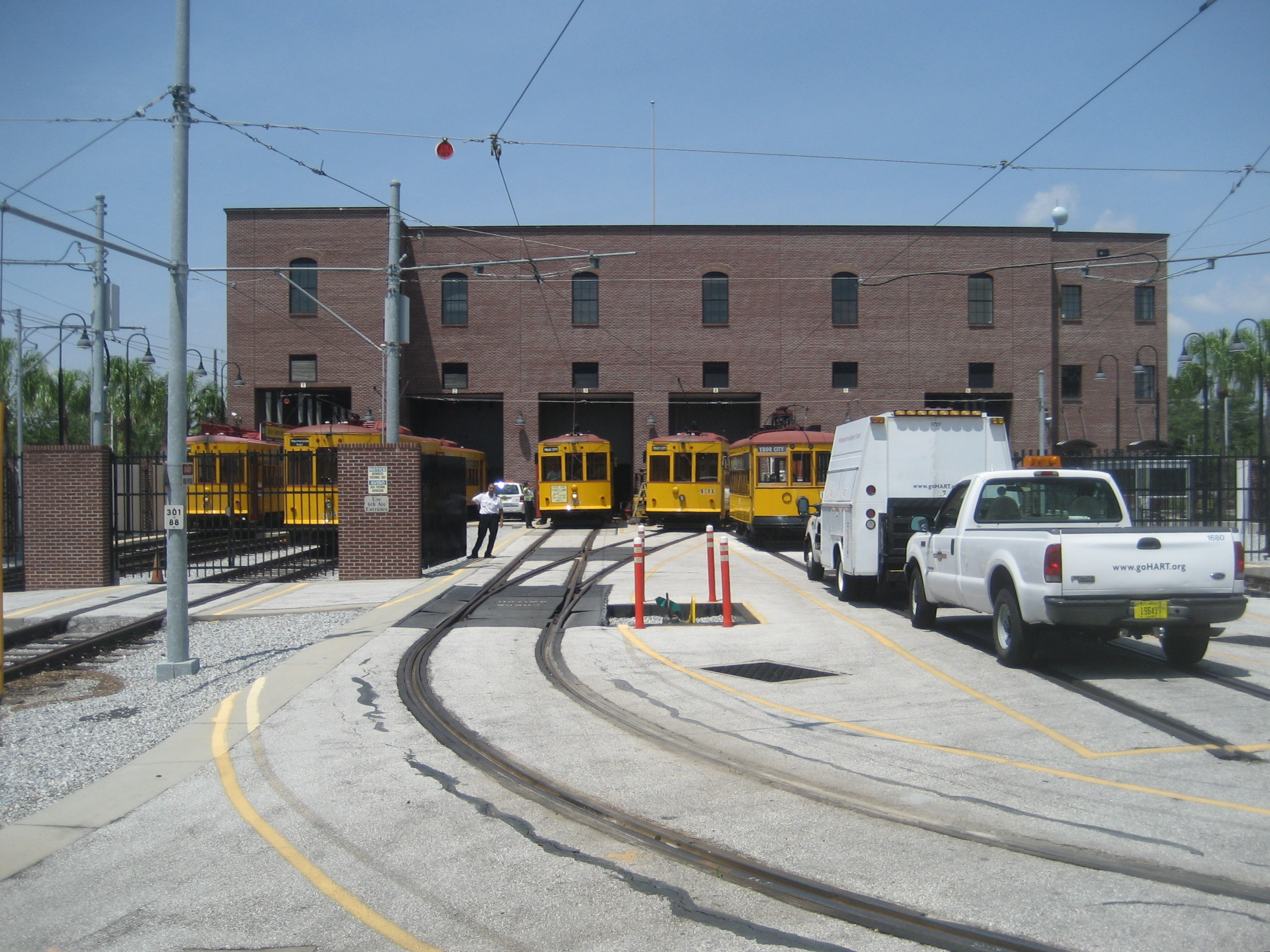
Vierachsiger Triebwagen 163 (rechts) und Nachbauten im Depot in Tampa

Das Fahrzeug wurde zwischen 1910 und 1915 von den Ingenieuren Charles O. Birney und Joseph M. Bosenbury entwickelt. Deren Absicht war, einen kleinen und leichten Straßenbahnwagen zu schaffen, der bei hoher Fahrtendichte die Kosten für Infrastruktur und Personal gegenüber herkömmlichen Fahrzeugen reduzieren sollte. Als Folge der Standardisierung konnten die Triebwagen in großer Anzahl preiswert hergestellt werden. Der niedrige Anschaffungspreis und die geringeren Folgekosten führten zu einer weiten Verbreitung der robusten Fahrzeuge. Von der zweiachsigen Bauart wurden, von unterschiedlichen Herstellern, bis 1930 mehr als 6000 Exemplare gebaut. Es handelte sich um das erste in Massen produzierte Straßenbahnfahrzeug der Vereinigten Staaten. Bedeutendster Hersteller war die American Car Company, eine Tochterfirma der J. G. Brill Company.
1920 wurde mit 1699 Triebwagen die höchste Jahresproduktion erreicht. Der weitaus überwiegende Teil der Lieferungen ging an Betriebe in Nordamerika, einschließlich Kanada, Mexiko und Kuba. Aber auch Betriebe in Australien (acht Fahrzeuge), Neuseeland, (wegen des Linksverkehrs in beiden Ländern seitenverkehrt aufgebaut) und Argentinien erhielten Birney Safety Cars. Sogar nach Europa wurden Fahrzeuge geliefert, drei Triebwagen wurden von der Gemeente Elektrische Tram Arnhem (GETA) in den Niederlanden eingesetzt. Gebraucht erworbene Fahrzeuge gelangten schließlich auch nach Ecuador und Kolumbien.
Im Jahr 1930 endete die Produktion. Die mangelnde Laufruhe der kurzen, zweiachsigen Fahrzeuge war zunehmend zum Komfortproblem geworden. Auf immer schlechter unterhaltenen Strecken nahm die Entgleisungshäufigkeit zu, nach Schneefall waren schwerere Fahrzeuge überlegen. Auf stark frequentierten Linien und während der Hauptverkehrszeiten reichte die Kapazität der kleinen Triebwagen oft nicht mehr aus. Sie wanderten auf untergeordnete Strecken ab oder wurden in kleinere Städte verkauft. In Arnhem befriedigten die Fahreigenschaften der Wagen offenbar ebenfalls nicht, und der einzelne Einstieg verlangsamte den Fahrgastwechsel. Die Wagen der GETA wurden 1931 verkauft und in Beiwagen umgebaut.
In den 1920er Jahren entstand eine verlängerte Bauart. Der Wagenkasten dieses vierachsigen Fahrzeugs ruhte auf zwei Drehgestellen. Die Texas Interurban Railway setzte im städteverbindenden Verkehr ausschließlich diesen Fahrzeugtyp mit gehobenem Interieur und Toiletten ein.

## Beschreibung
Anders als die damaligen Straßenbahnfahrzeuge mit zwei Drehgestellen war das ursprüngliche Fahrzeug zweiachsig und kürzer. Die daraus resultierende Gewichtsersparnis betrug etwa ein Drittel, weshalb nicht zuletzt die Kosten für den Streckenunterhalt sanken. Zwei Fahrmotoren verhalfen ihm zu guten Beschleunigungswerten. Es war durchschnittlich 8,5 Meter lang und verfügte über 32 Sitzplätze.
Die Triebwagen waren für den schaffnerlosen Betrieb konzipiert, diese Entwicklung wurde durch den Personalmangel im Ersten Weltkrieg begünstigt. Das Schließen der Türen erfolgte pneumatisch.
Die Bezeichnung Safety Car (dt. Sicherheitswagen) resultiert aus dem Umstand, dass die Türen während der Fahrt verriegelt waren. Bei nicht verschlossenen Türen war das Anfahren nicht möglich. Zusätzlich verfügte das Fahrzeug über eine Totmanneinrichtung, die den Strom zu den Fahrmotoren unterbrach, falls der Fahrer den Kontrollhebel losließ.

## Verbleib

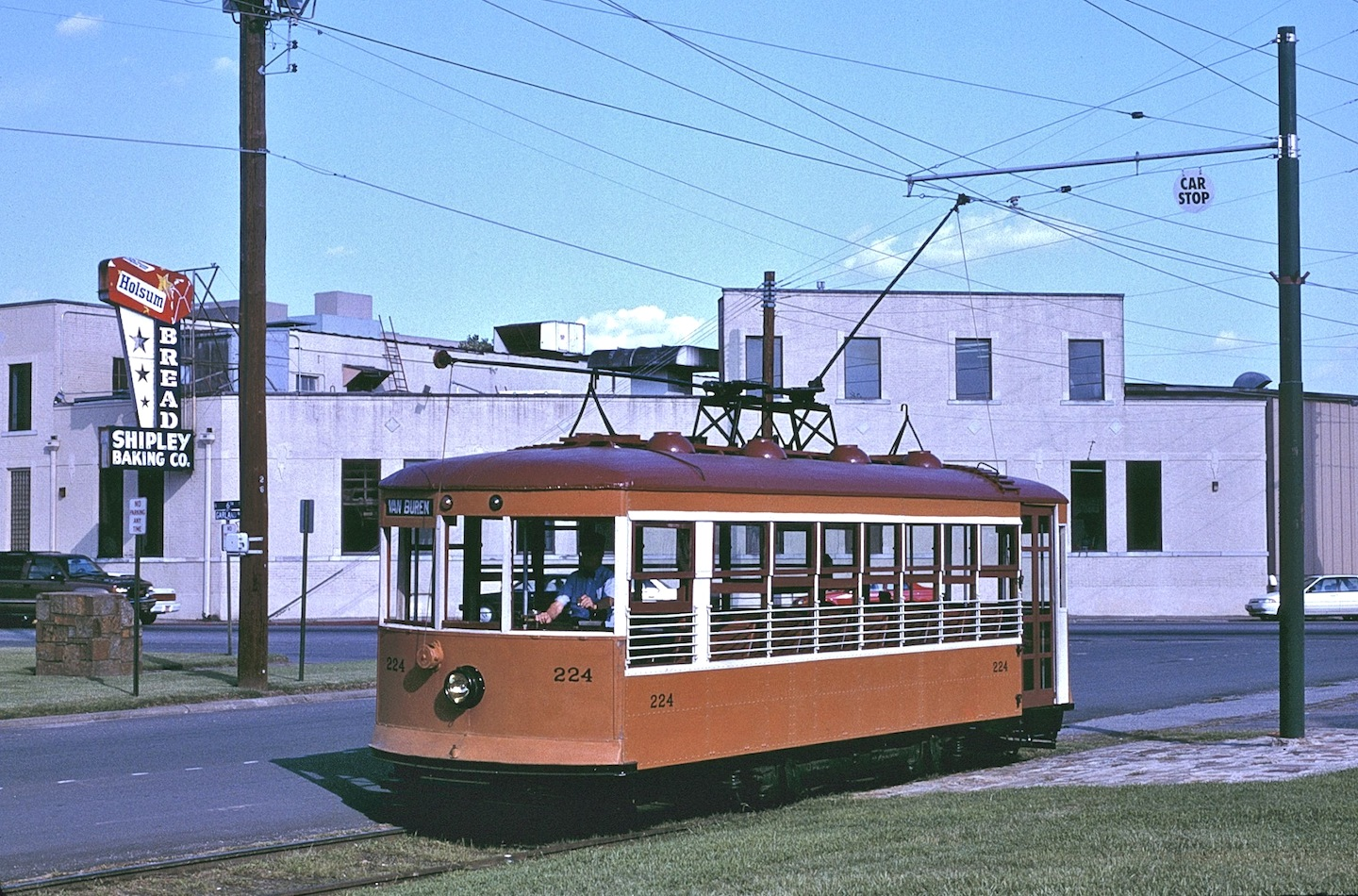
Birney Safety Car 224 in Fort Smith

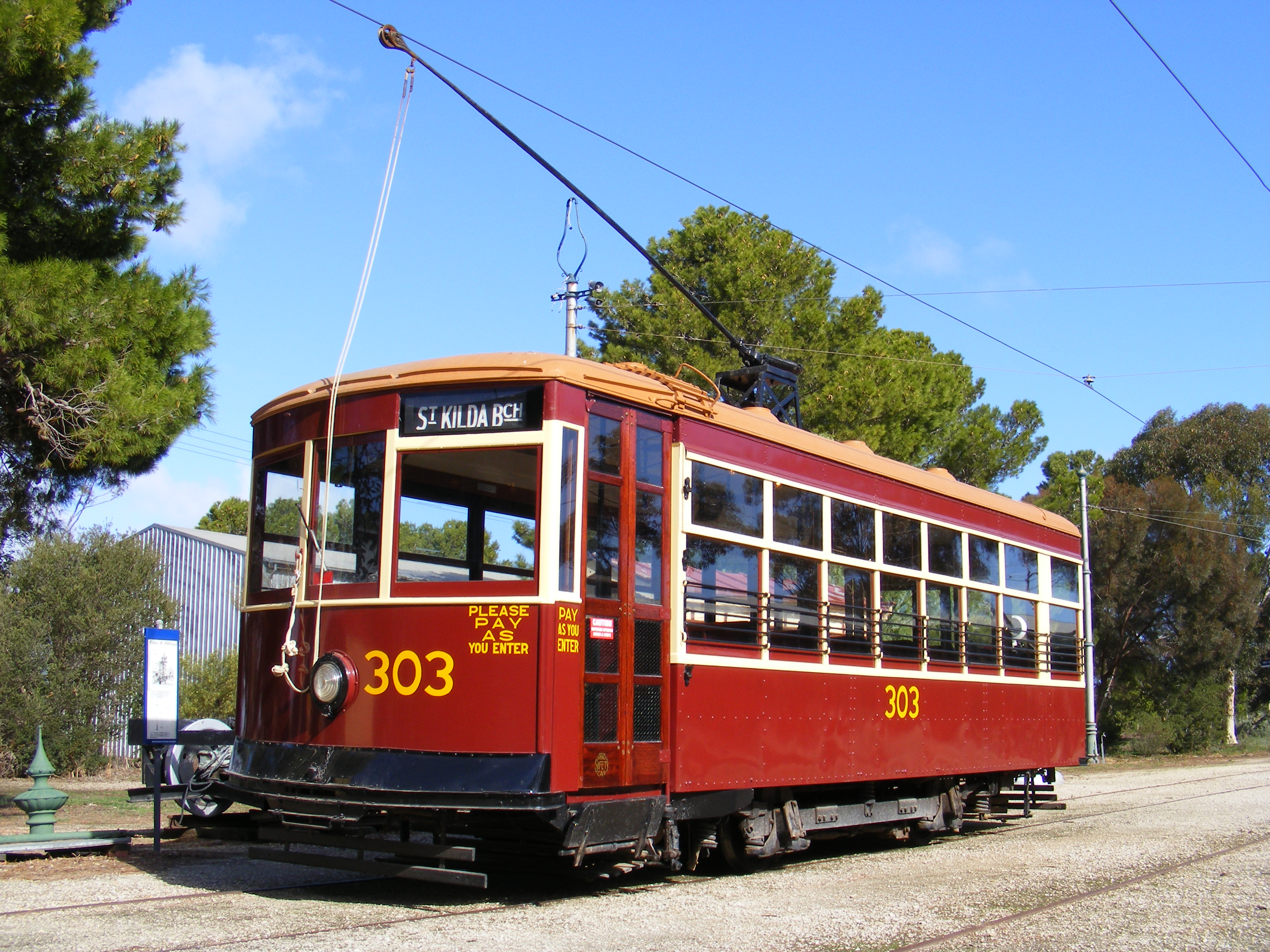
„Seitenverkehrter“ Wagen 303 im St Kilda Tramway Museum

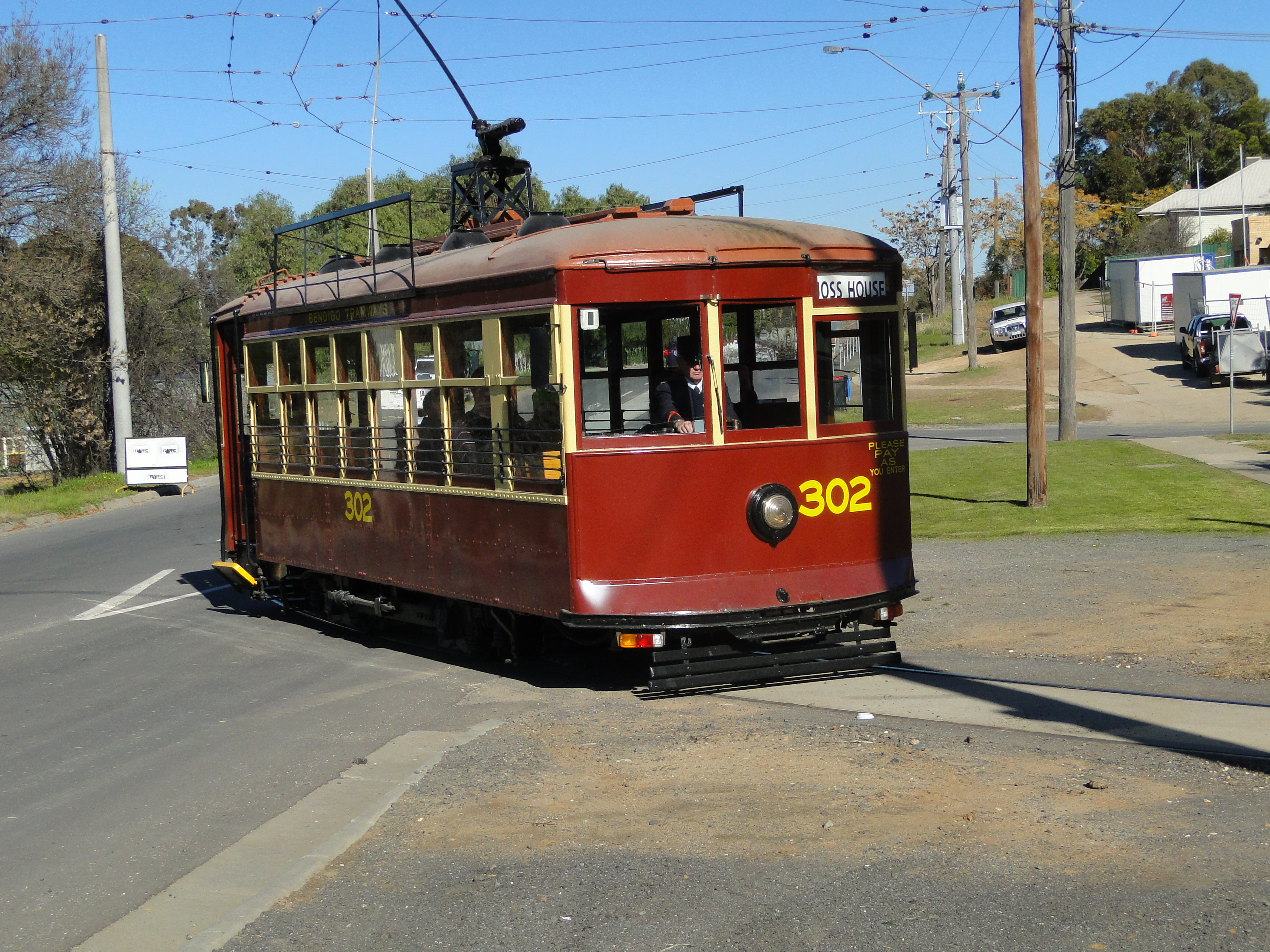
Triebwagen 302, ehemals Adelaide und Geelong, in Bendigo (Australien)

In Straßenbahnmuseen Nordamerikas befinden sich mehrere ausgestellte Exemplare. Fahrfähige Triebwagen existieren u. a. in den musealen bzw. touristischen Straßenbahnbetrieben von Dallas (McKinney Avenue Transit Authority), Fort Collins (Fort Collins Municipal Railway), Fort Smith (Fort Smith Trolley Museum), Perris (Orange Empire Railway Museum), Tampa (TECO Line Streetcar System) und im kanadischen Nelson (Nelson Electric Tramway). Auch in Australien (Bendigo, St Kilda, Melbourne) und Neuseeland (New Plymouth, Christchurch) sind Fahrzeuge, zumeist fahrfähig, erhalten.
Die vierachsige Bauart wurde für einige Straßenbahnbetriebe in den USA von der Gomaco Trolley Company seit 1999 in wenigstens 18 Exemplaren, in etwas veränderter Form, nachgebaut. Sie sind unter anderem in Tampa, Little Rock und Memphis im Einsatz. Ein Originalfahrzeug befindet sich in Tampa in Aufarbeitung, es ist das einzige verbliebene der längsten Bauform.

### Liste der Museumsfahrzeuge (unvollständig)

#### Australien
- Bendigo: Tw 30 (zweiachsig, ein Stangenstromabnehmer; vormals Adelaide Tw 301), fährt auf der Museumsstraßenbahn
- Bendigo: Tw 302 (zweiachsig, ein Stangenstromabnehmer; vormals Adelaide, später Geelong), fährt auf der Museumsstraßenbahn
- Melbourne: Tw 303 (zweiachsig, ein Stangenstromabnehmer; vormals Adelaide), im St Kilda Tramway Museum
- Melbourne: ein betriebsfähiger Tw im Hawthorn Tram Depot

#### Kanada
- Nelson: Tw 400 (zweiachsig, zwei Stangenstromabnehmer; vormals Victoria), in Aufarbeitung

#### Neuseeland
- Christchurch: Tw 15 (zweiachsig; vormals Invercargill), fährt auf der Museumsstraßenbahn[4]

#### USA
- Colorado Springs: Tw 135 (vormals Fort Collins Tw 22), in Aufarbeitung im Pikes Peak Historic Street Railway Museum
- Dallas: Tw 686 (zweiachsig, zwei Stangenstromabnehmer) fahrfähig
- Fort Collins: Tw 21 (zweiachsig, zwei Stangenstromabnehmer; vormals ebenda) fährt auf der Museumsstrecke der Fort Collins Municipal Railway Society
- Fort Smith: Tw 224 (zweiachsig, zwei Stangenstromabnehmer; vormals ebenda), fahrfähig im Fort Smith Trolley Museum
- Pensacola: ein zweiachsiger Tw, ausgestellt im Museum of Commerce
- Perris: Tw 10 (zweiachsig, ein Stangenstromabnehmer; vormals Pacific Electric), fährt im dortigen Orange Empire Railway Museum
- Rio Vista: Tw 62 (zweiachsig, zwei Stangenstromabnehmer; vormals Sacramento Northern), fahrfähig im Western Railway Museum
- Tampa: Tw 163 (zweiachsig, zwei Stangenstromabnehmer; vormals ebenda), fahrfähig beim TECO Line Streetcar System
- Tampa: Tw 402 (vierachsig, Stangenstromabnehmer; vormals ebenda), in Aufarbeitung

## Galerie

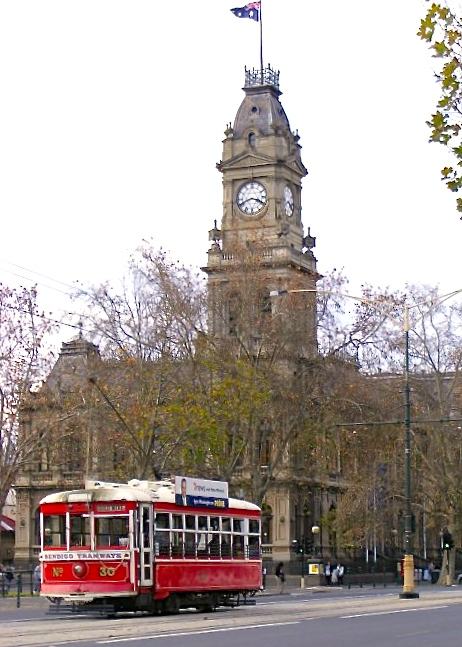
Triebwagen 30, vormals Adelaide Tw 301, in Bendigo
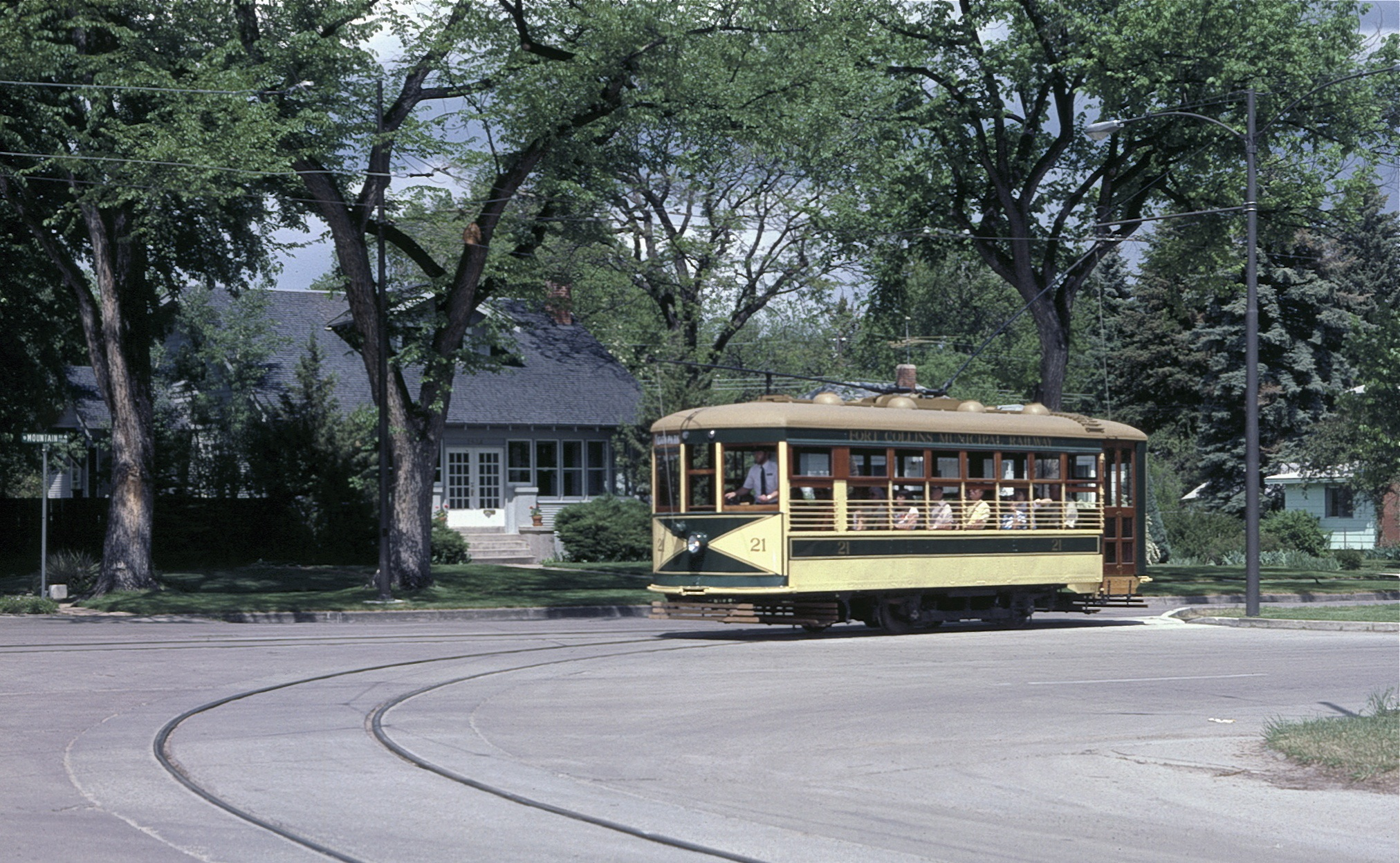
Fort Collins Birney Car 21
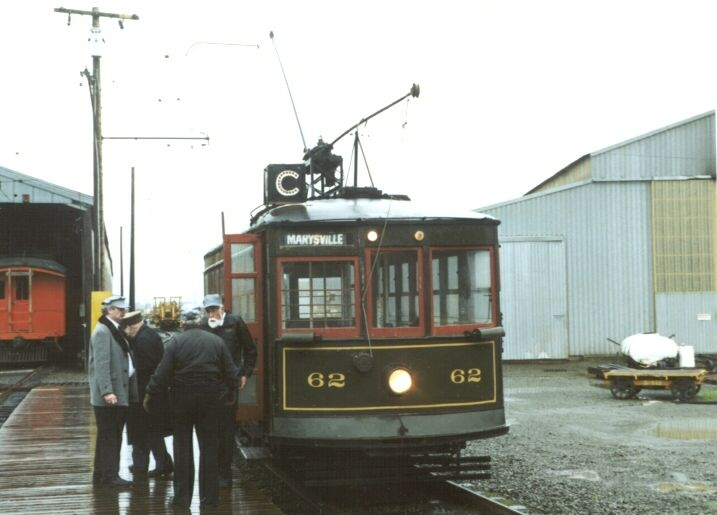
Wagen 62 der Sacramento Northern Railway im Western Railway Museum, Rio Vista
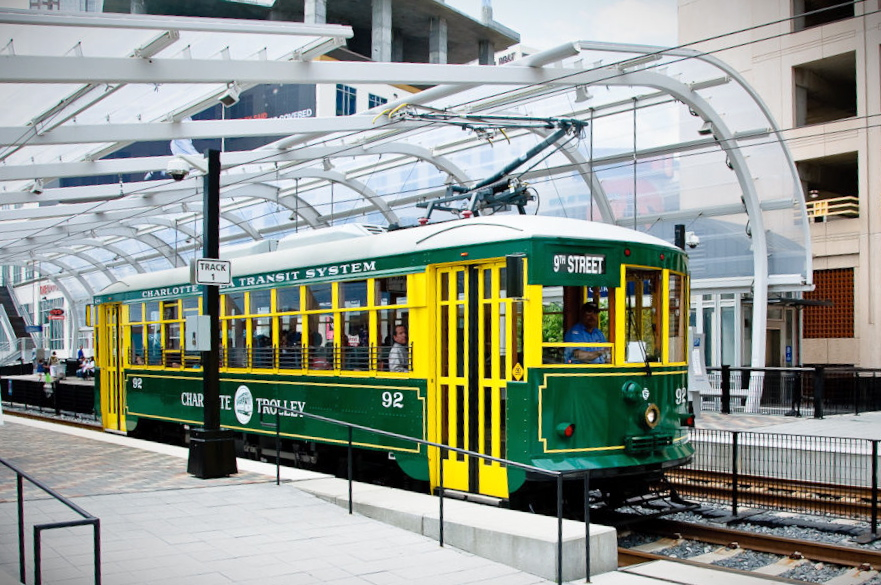
Vierachsiger Wagen (Replik) in Charlotte